# Silos
Silos (skladište od grč. σ/ɛ/ιρός: jama za spremanje žita) je visoka građevina za smeštaj žita, kukuruza, cementa i drugih zrnastih i praškastih proizvoda. U osnovi je čini jedan ili više uspravnih cevastih rezervoara, najčešće kružnih, ali i četvorougaonog, šestougaonog ili osmougaonog preseka, koji imaju levasto dno sa vratima za utovar u vozila i pražnjenje. Pune se odozgo, mehanički ili pneumatski. Grade se od čelika ili betona. Slične, ali u zemlju ukopane cevaste građevine za smeštaj, zaštitu i lansiranje strateških raketa takođe se nazivaju silosima. Vlažno zrnevlje previre, a ako se ne provetrava redovno može čak i da se ubuđa ili samozapali. Zato se ono odlaže u silosima, sa posebnim sistemima koji omogućavaju uslove u kojima proizvodi neće proklijati, niti im preti opasnost od jake zime i vlage. Silos za šećer je projektovan za skladištenje šećera u nepakovanom stanju. Silos je opremljen s dva odvojena sistema za održavanje parametara klime u prostoru za skladištenje šećera. Sistem grejanja plašta, poda i krova silosa osigurava stalnu temperaturu. Sistem sprečava kondenzaciju vlage na zidovima silosa, koja bi mogla dovesti do zgrušavanja šećera. Vazduh se zagreva preko izmjenjivača toplote voda/vazduh i reverzibilnim ventilatorima izlazi kroz kanale na podu silosa i kroz krovne nosače. Drugi sistem je klima uređaj koji održava vlagu vazduha u prostoru skladištenja na određenoj optimalnoj vrednosti. Iz silosa se šećer usmerava na skladištenje u prostor silosa. Kada se silos treba prazniti, otvaraju se zasuni u visini poda na središnjem tornju. Šećer pada na okretni sto koji se okreće oko središnjeg tornja i odatle se pomoću strugača skida u dizalicu smeštenu u središnjem tornju. Dizalicom se šećer podiže u najviši deo silosa i iz njega se istresa na transportnu traku i odvodi na pakovanje. Na svim presipnim mestima nalaze se priključci sistema za otprašivanje. Stvorena prašina izbacuje se iz prostora silosa i izdvaja na cevnim filterima. Poluproizvodi dobijeni tehnološkim postupkom prerade repe su briketirani rezanac i melasa.